# Сухорученко, Геннадий Анатольевич
Генна́дий Анато́льевич Сухору́ченко (5 сентября 1934, Зиновьевск — 11 апреля 2000, Ростов-на-Дону) — русский советский поэт и публицист. Заслуженный работник культуры РСФСР.

## Биография
Окончил Литературный институт имени А. М. Горького.
Член Союза журналистов с 1966, Союза писателей России с 1978.
Многие годы жил и работал в Таганроге.

## Поэтические сборники
- Молодые голоса. 1959.
- Люблю, когда нелегко. 1962.
- Музыка на рассвете. 1976.
- Солнечный дождь. 1981.
- Светлое имя твое. 1984.
- По ту сторону рекламы. 1986.
- Ромашковый полдень. 1984.
- Листья зари. 1988.
- Волшебный остров. 1991.
- Русский клич. 2001.

## Память

Памятная доска в Ростове-на-Дону

- В 2002 году в Ростове-на-Дону на доме, в котором жил Геннадий Сухорученко (пр. Ворошиловский, 77), была установлена мемориальная доска.